# Hawkesiophyton ulei
Hawkesiophyton ulei är en potatisväxtart som först beskrevs av Carl Lebrecht Udo Dammer, och fick sitt nu gällande namn av Armando Theodoro Hunziker. Hawkesiophyton ulei ingår i släktet Hawkesiophyton och familjen potatisväxter. Inga underarter finns listade i Catalogue of Life.